# 李俊晞
李俊晞（英語：Joshua Li Chun-hei，1991年11月3日—），前香港深水埗區議會美孚北選區議員，曾任公民黨青年公民主席和九龍西支部主席。他本身亦是一名巴士迷。

## 生平
李俊晞於2012年加入公民黨，過去曾於公民黨實習。
2015年，李俊晞代表公民黨參選深水埗區議會選舉（美孚北），挑戰自第一屆區議會連任至今的張永森。結果李俊晞獲得1,816票，張永森得2,636票，以820票之差落敗。
2016年立法會選舉，李俊晞排於公民黨九龍西參選名單的第二位。
2016年11月，李俊晞參選公民黨執行委員會，並當選為執行委員會成員（政策倡議）。
2019年11月，李俊晞代表公民黨再次參選深水埗區議會選舉（美孚北），他獲得 4,154 票，成功當選。

## 外部連結
- 李俊晞的Facebook專頁